# Kamabuye
Kamabuye är ett vattendrag i Burundi.   Det ligger i provinsen Gitega, i den centrala delen av landet, 50 kilometer öster om huvudstaden Bujumbura.
Omgivningarna runt Kamabuye är en mosaik av jordbruksmark och naturlig växtlighet. Runt Kamabuye är det tätbefolkat, med 319 invånare per kvadratkilometer.